# Purple Haze: A Tribute to Jimi Hendrix
Purple Haze: A Tribute to Jimi Hendrix ist ein Jazzalbum des Trios von Dr. Lonnie Smith mit John Abercrombie und Marvin Smitty Smith. Die am 20. März 1994 im Sound Designer Studio, New York City, entstandenen Aufnahmen erschienen im Juni 1995 auf Venus Records in Japan, in den USA und Kanada auf Music Masters.

## Hintergrund
Nach fast 15 Jahren Pause – sein letztes Album When the Night Is Right war 1976/79 entstanden – nahm der Organist Dr. Lonnie Smith im Juni 1993 erstmals wieder eigenes Material auf; für das japanische Label Venus Records (in Nordamerika bei Music Masters erschienen) spielte er schließlich 1994 die beiden Alben Afro Blue (1994) und Foxy Lady: A Tribute to Hendrix (1994) ein, die im Trio mit John Abercrombie und Marvin „Smitty“ Smith entstanden. 1995 folgte ein weiteres Jimi Hendrix gewidmetes Album dieses Trios, Purple Haze. In dieser Zeit leitete Smith eine weitere Aufnahmesession mit Peter Bernstein und Billy Drummond (The Art of Organizing); sie erschien jedoch erst 2009 auf Criss Cross Jazz.

## Titelliste
- Dr. Lonnie Smith: Purple Haze: A Tribute to Jimi Hendrix (Venus Records TKCV-79055; MusicMasters Jazz – 01612-65135-2)[2]

1. Voodoo Chile 12:22
2. Up from the Skies 9:47
3. Gypsy Eyes 16:55
4. Purple Haze / Star Spangled Banner (John Stafford Smith) 17:10

Wenn nicht anders vermerkt, stammen die Kompositionen von Jimi Hendrix.

## Rezeption
Leo Stanley schrieb in Allmusic, in den frühen 1970er-Jahren hätte sich Lonnie Smith bei seinen Aufnahmen häufig Jimi Hendrix’ bahnbrechenden Fusionen verpflichtet gezeigt. Purple Haze sei so unterhaltsam wie das Vorgängeralbum Foxy Lady – es sei wirklich bemerkenswert zu hören, wie sich diese Bluesrocker in Soul-Jazz-Nummern mit Free-Jazz-Einflüssen öffnen können – und bestätige nicht nur Hendrix’ kompositorisches Talent, sondern auch Smiths [künstlerische] Vision.